# 실버판테온
실버판테온(영어: SilverPatheon)은 2020년 공개된 장범준의 노래이다. 음반으로 발매되지는 않고 유튜브에서만 공개되었다가 2021년 6월 11일 18시에 장범준 싱글 앨범으로 정식 음반이 공개되었다. 롤 유저인 장범준이 자신이 원하는 플레티넘 등급을 주 챔피언인 판테온으로 가고 싶은 내용이 주를 이룬다. 중독적인 멜로디와 공감되는 가사의 내용으로 큰 인기를 끌었다.

## 트리비아
- 장범준은 이후 리그 오브 레전드의 닉네임을 '장테온'에서 '실버판테온'으로 바꾸었다.
- 놀면 뭐하니?에서 처음으로 공개되었다.
- 실버판테온이 나오고 얼마후 JTBC프로그램인 히든싱어에서 장범준 편에 나왔던 모창능력자 이재호가 패러디한 언랭야스오가 나왔다.